# Lista de bens tombados em Pomerode
A lista de bens tombados em Pomerode reúne itens do patrimônio cultural e histórico de Pomerode. Os atos de tombamento municipal foram realizados pela Secretaria de Planejamento e Desenvolvimento da Cidade (SEPLAN). Os tombamentos estaduais foram realizados pela Fundação Catarinense de Cultura (FCC). Várias construções são também reconhecidas pelo IPHAN, no contexto do projeto de preservação de roteiros nacionais de imigração.
Pomerode é uma cidade no Vale do Itajaí, internacionalmente reconhecida por sua relevância cultural e histórica. O patrimônio tombado  inclui principalmente construções expressivas da arquitetura teuto-brasileira.
| Imagem | Bem                                                                         | Data de fundação | Coordenadas                                               | Tombamento                                                          | Referência |
| ------ | --------------------------------------------------------------------------- | ---------------- | --------------------------------------------------------- | ------------------------------------------------------------------- | ---------- |
|        | Antiga Escola e Casa do Professor                                           |                  | 26° 43′ 30″ S, 49° 12′ 31″ O                              | bem tombado pela SEPLAN                                             |            |
|        | Antiga Prefeitura                                                           |                  | 26° 44′ 15″ S, 49° 10′ 35″ O                              | bem tombado pela SEPLAN                                             |            |
|        | Antigo Salão Bailes                                                         |                  | 26° 47′ 14″ S, 49° 09′ 46″ O                              | bem tombado pela SEPLAN                                             |            |
|        | Atafona Família Wachholz                                                    |                  | 26° 41′ 40″ S, 49° 10′ 30″ O                              | bem tombado pela SEPLAN                                             |            |
|        | Caldeira (Cervejaria Schornstein)                                           |                  | 26° 44′ 18″ S, 49° 10′ 25″ O                              | bem tombado pela SEPLAN                                             |            |
|        | Capela Católica de Ribeirão Clara                                           |                  | 26° 45′ 11″ S, 49° 10′ 25″ O                              | bem tombado pela SEPLAN                                             |            |
|        | Casa 'Souza Cruz'                                                           | 1927             | 26° 43′ 19″ S, 49° 08′ 51″ O                              | bem tombado pela SEPLAN                                             |            |
|        | Casa Alvenaria de Tijolos Hi Etiquetas (Demolida)                           |                  | 26° 49′ 09″ S, 49° 09′ 39″ O                              | bem tombado pela SEPLAN                                             |            |
|        | Casa Baehr                                                                  | 1930             |                                                           | bem tombado pela SEPLAN                                             |            |
|        | Casa Belz – Guido Belz                                                      |                  | 26° 42′ 10″ S, 49° 09′ 42″ O                              | bem tombado pela SEPLAN                                             |            |
|        | Casa Comercial Graupner                                                     |                  | 26° 46′ 44″ S, 49° 10′ 03″ O                              | bem tombado pela SEPLAN                                             |            |
|        | Casa Dorow (Femina Estética)                                                |                  | 26° 44′ 27″ S, 49° 10′ 34″ O                              | bem tombado pela SEPLAN                                             |            |
|        | Casa Eggert                                                                 |                  | 26° 42′ 24″ S, 49° 09′ 52″ O                              | bem tombado pela SEPLAN                                             |            |
|        | Casa Emmel                                                                  |                  | 26° 44′ 25″ S, 49° 10′ 36″ O                              | bem tombado pela SEPLAN                                             |            |
|        | Casa Findeiss                                                               |                  | 26° 49′ 04″ S, 49° 09′ 52″ O                              | bem tombado pela SEPLAN                                             |            |
|        | Casa Franz                                                                  | 1921             |                                                           | bem tombado pela SEPLAN                                             |            |
|        | Casa Franz                                                                  |                  | 26° 42′ 43″ S, 49° 13′ 39″ O                              | bem tombado pela SEPLAN                                             |            |
|        | Casa Harri Klemann                                                          |                  | 26° 49′ 02″ S, 49° 09′ 50″ O                              | bem tombado pela SEPLAN                                             |            |
|        | Casa Haut                                                                   |                  | 26° 42′ 25″ S, 49° 10′ 03″ O                              | bem de interesse histórico e/ou cultural                            |            |
|        | Casa Hetterich                                                              |                  | 26° 41′ 49″ S, 49° 10′ 42″ O                              | bem de interesse histórico e/ou cultural                            |            |
|        | Casa Hoge                                                                   |                  | 26° 43′ 50″ S, 49° 10′ 41″ O                              | bem tombado pela SEPLAN                                             |            |
|        | Casa Hornburg                                                               |                  | 26° 39′ 34″ S, 49° 11′ 31″ O                              | bem tombado pela SEPLAN                                             |            |
|        | Casa Junkes                                                                 |                  |                                                           | bem tombado pela SEPLAN                                             |            |
|        | Casa Kazulke de Anete Konell                                                |                  | 26° 49′ 06″ S, 49° 09′ 52″ O                              | bem tombado pela SEPLAN                                             |            |
|        | Casa Klovasky                                                               |                  | 26° 44′ 17″ S, 49° 10′ 27″ O                              | bem tombado pela SEPLAN                                             |            |
|        | Casa Knopf                                                                  |                  | 26° 43′ 06″ S, 49° 11′ 01″ O                              | bem tombado pela SEPLAN                                             |            |
|        | Casa Konell                                                                 | 1885             | 26° 47′ 43″ S, 49° 09′ 56″ O                              | bem tombado pela SEPLAN                                             |            |
|        | Casa Kraemer                                                                |                  | 26° 40′ 58″ S, 49° 10′ 48″ O                              | bem tombado pela SEPLAN                                             |            |
|        | Casa Kressin                                                                |                  | 26° 46′ 23″ S, 49° 09′ 02″ O                              | bem tombado pela SEPLAN                                             |            |
|        | Casa Lach                                                                   |                  | 26° 45′ 11″ S, 49° 10′ 23″ O                              | bem tombado pela SEPLAN                                             |            |
|        | Casa Lemke                                                                  |                  | 26° 40′ 38″ S, 49° 11′ 01″ O                              | bem de interesse histórico e/ou cultural                            |            |
|        | Casa Lenfers                                                                |                  | 26° 43′ 52″ S, 49° 10′ 19″ O                              | bem tombado pela SEPLAN                                             |            |
|        | Casa Lunghard                                                               |                  | 26° 41′ 52″ S, 49° 08′ 34″ O                              | bem tombado pela SEPLAN                                             |            |
|        | Casa Menosso                                                                |                  | 26° 41′ 22″ S, 49° 09′ 26″ O                              | bem de interesse histórico e/ou cultural                            |            |
|        | Casa Ninow (Rebocada)                                                       |                  |                                                           | bem tombado pela SEPLAN                                             |            |
|        | Casa Ott                                                                    |                  | 26° 48′ 34″ S, 49° 09′ 54″ O                              | bem tombado pela SEPLAN                                             |            |
|        | Casa Penzlin                                                                |                  | 26° 46′ 22″ S, 49° 09′ 52″ O                              | bem tombado pela SEPLAN                                             |            |
|        | Casa Ramthun–Spranger                                                       |                  | 26° 43′ 55″ S, 49° 10′ 35″ O                              | bem tombado pela SEPLAN                                             |            |
|        | Casa Rudolfo Hornburg                                                       |                  | 26° 41′ 22″ S, 49° 10′ 36″ O                              | bem tombado pela SEPLAN                                             |            |
|        | Casa Sabin                                                                  |                  | 26° 40′ 55″ S, 49° 10′ 49″ O                              | bem de interesse histórico e/ou cultural                            |            |
|        | Casa Scheiwe                                                                |                  | 26° 46′ 33″ S, 49° 08′ 04″ O                              | bem tombado pela FCC                                                |            |
|        | Casa Schroeder                                                              |                  | 26° 45′ 52″ S, 49° 09′ 52″ O                              | bem tombado pela SEPLAN                                             |            |
|        | Casa Siebert                                                                |                  | 26° 40′ 35″ S, 49° 10′ 33″ O                              | bem tombado pela FCC                                                |            |
|        | Casa Sievert                                                                |                  | 26° 39′ 41″ S, 49° 11′ 32″ O                              | bem tombado pela SEPLAN                                             |            |
|        | Casa Wunderwald                                                             |                  | 26° 43′ 30″ S, 49° 08′ 43″ O                              | bem tombado pela FCC                                                |            |
|        | Casa Zibell                                                                 | 1892             | 26° 40′ 36″ S, 49° 11′ 03″ O                              | bem tombado pela SEPLAN                                             |            |
|        | Casa da Cachoeira                                                           |                  | 26° 45′ 34″ S, 49° 11′ 00″ O                              | bem tombado pela SEPLAN                                             |            |
|        | Casa da Comunidade Evangélica                                               |                  | 26° 43′ 52″ S, 49° 10′ 37″ O                              | bem tombado pela SEPLAN                                             |            |
|        | Casa da Crista                                                              |                  | 26° 47′ 47″ S, 49° 09′ 55″ O                              | bem tombado pela FCC                                                |            |
|        | Casa da Família Weege                                                       |                  | 26° 40′ 08″ S, 49° 10′ 19″ O                              | bem tombado pela SEPLAN                                             |            |
|        | Casa da Solidariedade                                                       |                  | 26° 40′ 55″ S, 49° 08′ 40″ O                              | bem tombado pela SEPLAN                                             |            |
|        | Casa da Usina                                                               |                  | 26° 43′ 20″ S, 49° 12′ 13″ O                              | bem tombado pela SEPLAN                                             |            |
|        | Casa de Alfonso Sieverdt - Davi Jung                                        |                  | 26° 41′ 00″ S, 49° 10′ 53″ O                              | bem tombado pela SEPLAN                                             |            |
|        | Casa de Arno Michert - Marlise Michert                                      |                  | 26° 40′ 58″ S, 49° 08′ 47″ O                              | bem tombado pela SEPLAN                                             |            |
|        | Casa de Bruno Jandre                                                        |                  | 26° 41′ 55″ S, 49° 10′ 23″ O                              | bem tombado pela FCC                                                |            |
|        | Casa de Carlos Krahn                                                        | 1932             | 26° 44′ 24″ S, 49° 10′ 34″ O                              | bem tombado pela SEPLAN                                             |            |
|        | Casa de Ella Voigt                                                          |                  | 26° 41′ 39″ S, 49° 10′ 30″ O                              | bem tombado pelo IPHAN bem tombado pela SEPLAN                      |            |
|        | Casa de Erich Hardt                                                         |                  | 26° 39′ 46″ S, 49° 09′ 19″ O                              | bem tombado pelo IPHAN bem tombado pela FCC                         |            |
|        | Casa de Erwin Arndt                                                         |                  | 26° 42′ 18″ S, 49° 10′ 33″ O                              | bem tombado pelo IPHAN                                              |            |
|        | Casa de Felipe Wacholz                                                      |                  | 26° 41′ 40″ S, 49° 10′ 30″ O                              | bem tombado pelo IPHAN bem tombado pela FCC                         |            |
|        | Casa de Hans Shmidt                                                         |                  | 26° 44′ 17″ S, 49° 10′ 34″ O                              | bem tombado pela SEPLAN                                             |            |
|        | Casa de Jandir Krueger                                                      |                  | 26° 41′ 31″ S, 49° 09′ 26″ O                              | bem tombado pela SEPLAN                                             |            |
|        | Casa de Madeira de Arno Wachholz                                            |                  | 26° 43′ 51″ S, 49° 11′ 19″ O                              | bem tombado pela SEPLAN                                             |            |
|        | Casa de Oswaldo Reinke                                                      |                  | 26° 48′ 33″ S, 49° 11′ 06″ O                              | bem tombado pela SEPLAN                                             |            |
|        | Casa de Ovídio Siewert                                                      |                  | 26° 38′ 57″ S, 49° 11′ 15″ O                              | bem tombado pelo IPHAN                                              |            |
|        | Casa de Ralf Hornburg / Harry Hornburg                                      |                  | 26° 41′ 09″ S, 49° 11′ 03″ O                              | bem tombado pela SEPLAN                                             |            |
|        | Casa de Ruth Koch                                                           |                  | 26° 45′ 46″ S, 49° 10′ 12″ O                              | bem tombado pela SEPLAN                                             |            |
|        | Casa de Taipa                                                               |                  | 26° 40′ 08″ S, 49° 11′ 24″ O                              | bem tombado pela FCC                                                |            |
|        | Casa de Ugo Rahn                                                            |                  | 26° 38′ 39″ S, 49° 11′ 24″ O                              | bem tombado pela FCC                                                |            |
|        | Casa de Ursula Reinke                                                       |                  | 26° 42′ 45″ S, 49° 11′ 05″ O                              | bem tombado pela SEPLAN                                             |            |
|        | Casa de W. Weege                                                            |                  | 26° 44′ 02″ S, 49° 10′ 29″ O                              | bem tombado pela SEPLAN                                             |            |
|        | Casa de Walter Raduenz                                                      |                  | 26° 39′ 23″ S, 49° 11′ 10″ O                              | bem tombado pelo IPHAN bem tombado pela FCC bem tombado pela SEPLAN |            |
|        | Casa de Wendelin Siewert                                                    |                  | 26° 38′ 51″ S, 49° 11′ 17″ O                              | bem tombado pelo IPHAN bem tombado pela FCC                         |            |
|        | Casa de Wily Zumach                                                         |                  | 26° 39′ 21″ S, 49° 11′ 22″ O                              | bem tombado pela FCC                                                |            |
|        | Casa do Imigrante Carl Weege (Relocação – Casa Geisler)                     |                  | 26° 43′ 23″ S, 49° 12′ 13″ O                              | bem tombado pela SEPLAN                                             |            |
|        | Casa do Pastor Liesenberg                                                   | 1963             | 26° 44′ 24″ S, 49° 10′ 35″ O                              | bem tombado pela SEPLAN                                             |            |
|        | Casa do Zelador da Paróquia Evangélica                                      |                  | 26° 44′ 19″ S, 49° 10′ 36″ O                              | bem tombado pela SEPLAN                                             |            |
|        | Casarão Bahr                                                                |                  | 26° 46′ 58″ S, 49° 10′ 02″ O                              | bem tombado pela SEPLAN                                             |            |
|        | Casarão Wilson J. Andreali                                                  |                  | 26° 44′ 14″ S, 49° 10′ 28″ O                              | bem tombado pela SEPLAN                                             |            |
|        | Casarão Zilz                                                                |                  | 26° 46′ 44″ S, 49° 09′ 56″ O                              | bem tombado pela SEPLAN                                             |            |
|        | Casinha da Oma                                                              |                  |                                                           | bem tombado pela SEPLAN                                             |            |
|        | Cemitério Testo Alto II                                                     |                  | 26° 39′ 36″ S, 49° 11′ 23″ O                              | bem de interesse histórico e/ou cultural                            |            |
|        | Cemitério dos Imigrantes                                                    |                  | 26° 44′ 19″ S, 49° 10′ 33″ O                              | bem tombado pela SEPLAN                                             |            |
|        | Centro de Convivência Pommernheim                                           |                  | 26° 42′ 25″ S, 49° 10′ 10″ O                              | bem tombado pela SEPLAN                                             |            |
|        | Clube Cultural XV de Novembro                                               |                  | 26° 39′ 46″ S, 49° 11′ 29″ O                              | bem de interesse histórico e/ou cultural                            |            |
|        | Comercial Passold                                                           |                  | 26° 44′ 21″ S, 49° 10′ 34″ O                              | bem tombado pela SEPLAN                                             |            |
|        | Complexo Weege                                                              |                  | 26° 44′ 38″ S, 49° 10′ 27″ O                              | bem tombado pela SEPLAN                                             |            |
|        | Comércio Arno Glatz                                                         |                  | 26° 48′ 17″ S, 49° 09′ 55″ O                              | bem tombado pela SEPLAN                                             |            |
|        | Comércio Haut                                                               |                  | 26° 42′ 25″ S, 49° 09′ 53″ O                              | bem tombado pelo IPHAN bem tombado pela FCC bem tombado pela SEPLAN |            |
|        | Comércio Passold                                                            |                  | 26° 41′ 18″ S, 49° 09′ 14″ O 26° 41′ 17″ S, 49° 09′ 14″ O | bem tombado pela FCC                                                |            |
|        | Comércio Weege                                                              |                  | 26° 42′ 26″ S, 49° 09′ 53″ O                              | bem tombado pelo IPHAN bem tombado pela FCC bem tombado pela SEPLAN |            |
|        | Conjunto de edificações Vila Itoupava                                       |                  | 26° 43′ 29″ S, 49° 04′ 03″ O                              | bem de interesse histórico e/ou cultural                            |            |
|        | Enxaimel Aparente                                                           |                  | 26° 42′ 47″ S, 49° 13′ 42″ O                              | bem tombado pela SEPLAN                                             |            |
|        | Enxaimel Aparente (2)                                                       |                  | 26° 48′ 39″ S, 49° 08′ 31″ O                              | bem tombado pela SEPLAN                                             |            |
|        | Escola Estadual Testo Central Alto                                          |                  | 26° 46′ 28″ S, 49° 09′ 48″ O                              | bem tombado pela SEPLAN                                             |            |
|        | Grupo Escolar José Bonifácio                                                |                  | 26° 44′ 13″ S, 49° 10′ 44″ O                              | bem tombado pela SEPLAN                                             |            |
|        | Igreja Evangélica Centro                                                    |                  | 26° 44′ 21″ S, 49° 10′ 35″ O                              | bem tombado pela SEPLAN                                             |            |
|        | Igreja Evangélica de Testo Alto                                             |                  | 26° 41′ 19″ S, 49° 10′ 37″ O                              | bem tombado pela SEPLAN                                             |            |
|        | Imóvel situado à Rua Arnoldo Hardt, 379                                     |                  | 26° 40′ 35″ S, 49° 08′ 28″ O                              | bem tombado pela FCC                                                |            |
|        | Imóvel situado à Rua Curitiba, 377                                          |                  | 26° 40′ 49″ S, 49° 11′ 07″ O                              | bem tombado pela FCC                                                |            |
|        | Imóvel situado à Rua Hermann Weege, 242                                     |                  | 26° 44′ 13″ S, 49° 10′ 28″ O                              | bem tombado pela FCC                                                |            |
|        | Imóvel situado à Rua Presidente Costa e Silva, 677                          |                  | 26° 42′ 26″ S, 49° 09′ 53″ O                              | bem tombado pela FCC                                                |            |
|        | Imóvel situado à Rua Presidente Costa e Silva, 719                          |                  | 26° 42′ 25″ S, 49° 09′ 52″ O                              | bem tombado pela FCC                                                |            |
|        | Imóvel situado à Rua Progresso, 2.320                                       |                  | 26° 41′ 40″ S, 49° 10′ 30″ O                              | bem tombado pela FCC                                                |            |
|        | Imóvel situado à Rua Testo Alto, 7.097                                      |                  | 26° 39′ 22″ S, 49° 11′ 22″ O                              | bem tombado pela FCC                                                |            |
|        | Imóvel situado à Rua Testo Alto, 7.875                                      |                  | 26° 38′ 57″ S, 49° 11′ 15″ O                              | bem tombado pela FCC                                                |            |
|        | Imóvel situado à Rua Testo Alto, 8.019                                      |                  | 26° 38′ 50″ S, 49° 11′ 17″ O                              | bem tombado pela FCC                                                |            |
|        | Imóvel situado à Rua Testo Alto, 8.430                                      |                  | 26° 38′ 39″ S, 49° 11′ 24″ O                              | bem tombado pela FCC                                                |            |
|        | Imóvel à Estrada Ribeirão Raufmann, nº 187                                  |                  |                                                           | bem tombado pela SEPLAN                                             |            |
|        | Imóvel à Estrada Ribeirão Raufmann, nº 190                                  |                  |                                                           | bem tombado pela SEPLAN                                             |            |
|        | Imóvel à Estrada Ribeirão Raufmann, nº 989                                  |                  |                                                           | bem tombado pela SEPLAN                                             |            |
|        | Imóvel à Rua Alberto Rahn, nº 1827                                          |                  |                                                           | bem tombado pela SEPLAN                                             |            |
|        | Imóvel à Rua Alberto Rahn, nº 1903                                          |                  |                                                           | bem tombado pela SEPLAN                                             |            |
|        | Imóvel à Rua Doutor Wunderwald, nº 8968                                     |                  |                                                           | bem tombado pela SEPLAN                                             |            |
|        | Imóvel à Rua Hermann Lickfeld, nº 315                                       |                  | 26° 43′ 31″ S, 49° 11′ 50″ O                              | bem tombado pela SEPLAN                                             |            |
|        | Imóvel à Rua Hermann Weege, nº 553                                          |                  | 26° 44′ 15″ S, 49° 10′ 29″ O                              | bem tombado pela SEPLAN                                             |            |
|        | Imóvel à Rua Leopoldo Blaese, nº 2180                                       |                  |                                                           | bem tombado pela SEPLAN                                             |            |
|        | Imóvel à Rua Ribeirão Herdt, nº 480                                         |                  | 26° 44′ 12″ S, 49° 10′ 28″ O                              | bem tombado pela SEPLAN                                             |            |
|        | Imóvel à Rua Testo Alto, nº 1084                                            |                  | 26° 49′ 15″ S, 49° 10′ 22″ O                              | bem tombado pela SEPLAN                                             |            |
|        | Imóvel à Rua Vale do Selke Grande, nº 4430                                  |                  | 26° 47′ 21″ S, 49° 08′ 07″ O                              | bem tombado pela SEPLAN                                             |            |
|        | Imóvel à Rua Vale do Selke Grande, nº 6326                                  |                  | 26° 47′ 23″ S, 49° 08′ 06″ O                              | bem tombado pela SEPLAN                                             |            |
|        | Imóvel à Rua Vidal Ferreira, nº 1865                                        |                  | 26° 44′ 28″ S, 49° 13′ 07″ O                              | bem tombado pela SEPLAN                                             |            |
|        | Moinho Lauro Guenther & Cia Ltda.                                           |                  |                                                           | bem tombado pela SEPLAN                                             |            |
|        | Museu Pomerano (Relocação)                                                  |                  |                                                           | bem tombado pela SEPLAN                                             |            |
|        | Pommernnheim                                                                |                  | 26° 42′ 25″ S, 49° 10′ 10″ O                              | bem de interesse histórico e/ou cultural                            |            |
|        | Ponto de Ônibus                                                             |                  | 26° 41′ 09″ S, 49° 10′ 40″ O                              | bem de interesse histórico e/ou cultural                            |            |
|        | Porcelana Schmidt – Complexo Industrial                                     |                  | 26° 41′ 09″ S, 49° 10′ 41″ O                              | bem tombado pela SEPLAN                                             |            |
|        | Propriedade Indústria Weege Ltda.                                           | 1891             | 26° 44′ 16″ S, 49° 10′ 27″ O                              | bem tombado pela SEPLAN                                             |            |
|        | Propriedade da Família Marquardt                                            |                  |                                                           | bem tombado pela SEPLAN                                             |            |
|        | Propriedade de Adolar Wachholz                                              | 1849             | 26° 39′ 54″ S, 49° 11′ 17″ O                              | bem tombado pela SEPLAN                                             |            |
|        | Propriedade de Adolfo Kienen                                                |                  | 26° 49′ 04″ S, 49° 09′ 52″ O                              | bem tombado pela SEPLAN                                             |            |
|        | Propriedade de Adolfo Ott                                                   |                  |                                                           | bem tombado pela SEPLAN                                             |            |
|        | Propriedade de Adécio Wachholz - Hubert Wachholz                            |                  | 26° 41′ 56″ S, 49° 10′ 35″ O                              | bem tombado pela SEPLAN                                             |            |
|        | Propriedade de Albert Hensen                                                |                  | 26° 48′ 15″ S, 49° 08′ 18″ O                              | bem tombado pela SEPLAN                                             |            |
|        | Propriedade de Albrecht Weege (Demolida)                                    |                  | 26° 40′ 18″ S, 49° 11′ 19″ O                              | bem tombado pela SEPLAN                                             |            |
|        | Propriedade de Alex Borchardt - Renan Rudolfo Konell                        |                  | 26° 48′ 11″ S, 49° 09′ 54″ O                              | bem tombado pela SEPLAN                                             |            |
|        | Propriedade de Alex Hackbarth                                               |                  | 26° 47′ 41″ S, 49° 08′ 14″ O                              | bem tombado pela SEPLAN                                             |            |
|        | Propriedade de Alex Storch - Juarez Ariel Steuch (Rebocada)                 |                  | 26° 47′ 18″ S, 49° 09′ 44″ O                              | bem tombado pela SEPLAN                                             |            |
|        | Propriedade de Alex Zumach - Germano Lieckfeld                              |                  | 26° 39′ 27″ S, 49° 11′ 43″ O                              | bem tombado pela SEPLAN                                             |            |
|        | Propriedade de Alfons Doege - Ademar Goede                                  |                  | 26° 40′ 08″ S, 49° 11′ 15″ O                              | bem tombado pela SEPLAN                                             |            |
|        | Propriedade de Alfonso Baumann                                              |                  | 26° 39′ 19″ S, 49° 09′ 31″ O                              | bem tombado pela SEPLAN                                             |            |
|        | Propriedade de Alfonso Gustmann                                             |                  |                                                           | bem tombado pela SEPLAN                                             |            |
|        | Propriedade de Alfonso Porath - Elbio Neuenfeld                             |                  | 26° 40′ 05″ S, 49° 09′ 05″ O                              | bem tombado pela SEPLAN                                             |            |
|        | Propriedade de Ana Kreutz                                                   |                  | 26° 43′ 26″ S, 49° 12′ 51″ O                              | bem tombado pela SEPLAN                                             |            |
|        | Propriedade de Armin Hedrich                                                |                  | 26° 44′ 43″ S, 49° 10′ 08″ O                              | bem tombado pela SEPLAN                                             |            |
|        | Propriedade de Arno Borchardt - Eurides Kressin                             |                  |                                                           | bem tombado pela SEPLAN                                             |            |
|        | Propriedade de Arno Franz                                                   | 1913             | 26° 47′ 13″ S, 49° 07′ 57″ O                              | bem tombado pela SEPLAN                                             |            |
|        | Propriedade de Arno Glatz                                                   |                  |                                                           | bem tombado pela SEPLAN                                             |            |
|        | Propriedade de Arno Gutz                                                    | 1905             | 26° 40′ 41″ S, 49° 08′ 14″ O                              | bem tombado pela SEPLAN                                             |            |
|        | Propriedade de Arno Manske                                                  |                  | 26° 43′ 24″ S, 49° 12′ 16″ O                              | bem tombado pela SEPLAN                                             |            |
|        | Propriedade de Arno Riemer - Elmo Hornburg (Rebocada)                       |                  | 26° 40′ 05″ S, 49° 11′ 16″ O                              | bem tombado pela SEPLAN                                             |            |
|        | Propriedade de Arnold Blank                                                 | 1900             | 26° 46′ 49″ S, 49° 08′ 04″ O                              | bem tombado pela SEPLAN                                             |            |
|        | Propriedade de Arnoldo Brandenburg                                          |                  | 26° 47′ 19″ S, 49° 08′ 04″ O                              | bem tombado pela SEPLAN                                             |            |
|        | Propriedade de Arnoldo Rux                                                  | 1929             |                                                           | bem tombado pela SEPLAN                                             |            |
|        | Propriedade de Arthur Berndt                                                |                  | 26° 43′ 01″ S, 49° 09′ 19″ O                              | bem tombado pela SEPLAN                                             |            |
|        | Propriedade de Asta Zeplin                                                  |                  | 26° 39′ 19″ S, 49° 09′ 28″ O                              | bem tombado pela SEPLAN                                             |            |
|        | Propriedade de Augusto e Wilson Harmel                                      |                  | 26° 47′ 07″ S, 49° 08′ 05″ O                              | bem tombado pela SEPLAN                                             |            |
|        | Propriedade de Behling (Rebocada)                                           |                  | 26° 46′ 36″ S, 49° 08′ 21″ O                              | bem tombado pela SEPLAN                                             |            |
|        | Propriedade de Bruno Franz                                                  |                  | 26° 42′ 32″ S, 49° 12′ 36″ O                              | bem tombado pela SEPLAN                                             |            |
|        | Propriedade de Bruno Sell - Irineu Goede (Rebocada)                         |                  | 26° 43′ 23″ S, 49° 12′ 14″ O                              | bem tombado pela SEPLAN                                             |            |
|        | Propriedade de Conrado Sievert - Elisa Siewerdt Mueller                     | 1934             | 26° 41′ 35″ S, 49° 09′ 27″ O                              | bem tombado pela SEPLAN                                             |            |
|        | Propriedade de Crista Hackbarth                                             |                  | 26° 40′ 01″ S, 49° 11′ 28″ O                              | bem de interesse histórico e/ou cultural                            |            |
|        | Propriedade de Cristian Frahm - Cristhiano Frahm                            |                  | 26° 40′ 56″ S, 49° 10′ 49″ O                              | bem tombado pela SEPLAN                                             |            |
|        | Propriedade de Curt Bublitz                                                 | 1890             |                                                           | bem tombado pela SEPLAN                                             |            |
|        | Propriedade de Curt Guenther - Dieter Guenther e Irmãos                     |                  | 26° 45′ 39″ S, 49° 10′ 14″ O                              | bem tombado pela SEPLAN                                             |            |
|        | Propriedade de Curt Timm                                                    |                  | 26° 44′ 32″ S, 49° 10′ 32″ O                              | bem tombado pela SEPLAN                                             |            |
|        | Propriedade de Daniel Dallmann                                              |                  | 26° 43′ 24″ S, 49° 12′ 07″ O                              | bem tombado pela SEPLAN                                             |            |
|        | Propriedade de Edelino Teske                                                |                  | 26° 42′ 02″ S, 49° 09′ 03″ O                              | bem tombado pela SEPLAN                                             |            |
|        | Propriedade de Edgar Kath                                                   | 1890             | 26° 39′ 23″ S, 49° 11′ 07″ O                              | bem tombado pela SEPLAN                                             |            |
|        | Propriedade de Edmundo Meister                                              |                  | 26° 43′ 51″ S, 49° 12′ 48″ O                              | bem tombado pela SEPLAN                                             |            |
|        | Propriedade de Edwin Kreutzfeld                                             |                  | 26° 47′ 51″ S, 49° 09′ 27″ O                              | bem tombado pela SEPLAN                                             |            |
|        | Propriedade de Egon Rahn                                                    |                  | 26° 43′ 44″ S, 49° 08′ 33″ O                              | bem tombado pela SEPLAN                                             |            |
|        | Propriedade de Egon Rux                                                     |                  |                                                           | bem tombado pela SEPLAN                                             |            |
|        | Propriedade de Elmo Dalhke                                                  |                  | 26° 41′ 15″ S, 49° 09′ 08″ O                              | bem tombado pela SEPLAN                                             |            |
|        | Propriedade de Eric Östreich - Gerhard Wacholz                              |                  | 26° 43′ 17″ S, 49° 09′ 08″ O                              | bem tombado pela SEPLAN                                             |            |
|        | Propriedade de Erico Reinke - Ilário Reinke                                 |                  | 26° 48′ 30″ S, 49° 09′ 54″ O                              | bem tombado pela SEPLAN                                             |            |
|        | Propriedade de Ernesto Krenke                                               |                  | 26° 45′ 26″ S, 49° 08′ 59″ O                              | bem tombado pela SEPLAN                                             |            |
|        | Propriedade de Erwin Borchardt - Hildebrando Morsch                         |                  | 26° 40′ 17″ S, 49° 11′ 08″ O                              | bem tombado pela SEPLAN                                             |            |
|        | Propriedade de Fides Gutz                                                   |                  |                                                           | bem tombado pela SEPLAN                                             |            |
|        | Propriedade de Fides Kressin - Irio Goede                                   |                  |                                                           | bem tombado pela SEPLAN                                             |            |
|        | Propriedade de Fides Riemer                                                 | 1924             | 26° 42′ 45″ S, 49° 11′ 05″ O                              | bem tombado pela SEPLAN                                             |            |
|        | Propriedade de Francisco Loss                                               |                  | 26° 46′ 28″ S, 49° 11′ 26″ O                              | bem tombado pela SEPLAN                                             |            |
|        | Propriedade de Franz Wachholz - Heinz Wallow                                |                  | 26° 43′ 52″ S, 49° 10′ 20″ O                              | bem tombado pela SEPLAN                                             |            |
|        | Propriedade de Fredemar Holzinger - Friedemann Ingomar - Theodoro Holzinger |                  | 26° 43′ 42″ S, 49° 09′ 40″ O                              | bem tombado pela SEPLAN                                             |            |
|        | Propriedade de Fredemor Niconodelli                                         |                  | 26° 44′ 07″ S, 49° 12′ 54″ O                              | bem tombado pela SEPLAN                                             |            |
|        | Propriedade de Fredewald Morsh                                              |                  | 26° 39′ 56″ S, 49° 08′ 32″ O                              | bem tombado pela SEPLAN                                             |            |
|        | Propriedade de Freimundo Rusch                                              |                  | 26° 44′ 47″ S, 49° 09′ 56″ O                              | bem tombado pela SEPLAN                                             |            |
|        | Propriedade de Frida Glatz                                                  |                  | 26° 40′ 33″ S, 49° 08′ 25″ O                              | bem tombado pela SEPLAN                                             |            |
|        | Propriedade de Frida Ramlow                                                 |                  | 26° 41′ 31″ S, 49° 09′ 22″ O                              | bem tombado pela SEPLAN                                             |            |
|        | Propriedade de Geraldo Kreitlow                                             |                  | 26° 46′ 46″ S, 49° 08′ 05″ O                              | bem tombado pela SEPLAN                                             |            |
|        | Propriedade de Geraldo Rahn                                                 |                  | 26° 44′ 39″ S, 49° 10′ 28″ O                              | bem tombado pela SEPLAN                                             |            |
|        | Propriedade de Gerhold Krueger                                              | 1890             | 26° 42′ 55″ S, 49° 09′ 24″ O                              | bem tombado pela SEPLAN                                             |            |
|        | Propriedade de Gilson Glau                                                  |                  | 26° 39′ 41″ S, 49° 11′ 41″ O                              | bem de interesse histórico e/ou cultural                            |            |
|        | Propriedade de Hardwic Wollick                                              |                  | 26° 42′ 38″ S, 49° 13′ 28″ O                              | bem tombado pela SEPLAN                                             |            |
|        | Propriedade de Harold Schmidt                                               |                  | 26° 48′ 51″ S, 49° 08′ 34″ O                              | bem tombado pela SEPLAN                                             |            |
|        | Propriedade de Harry Hackbarth                                              |                  | 26° 43′ 49″ S, 49° 11′ 14″ O                              | bem tombado pela SEPLAN                                             |            |
|        | Propriedade de Harrz Tribess - Ari Tribess                                  | 1895             | 26° 43′ 09″ S, 49° 12′ 19″ O                              | bem tombado pela SEPLAN                                             |            |
|        | Propriedade de Hartwig Rusch                                                |                  | 26° 46′ 41″ S, 49° 10′ 04″ O                              | bem tombado pela SEPLAN                                             |            |
|        | Propriedade de Heinrich Hoeft - Ralf Hoeft                                  |                  | 26° 46′ 27″ S, 49° 11′ 25″ O                              | bem tombado pela SEPLAN                                             |            |
|        | Propriedade de Heinz Scheiwe                                                |                  | 26° 43′ 19″ S, 49° 08′ 39″ O                              | bem tombado pela SEPLAN                                             |            |
|        | Propriedade de Helmuth Just                                                 |                  | 26° 42′ 54″ S, 49° 11′ 07″ O                              | bem tombado pela SEPLAN                                             |            |
|        | Propriedade de Helmuth Morsh (Demolida)                                     |                  | 26° 43′ 20″ S, 49° 08′ 36″ O                              | bem tombado pela SEPLAN                                             |            |
|        | Propriedade de Hilbert Lutke                                                |                  | 26° 43′ 11″ S, 49° 08′ 59″ O                              | bem tombado pela SEPLAN                                             |            |
|        | Propriedade de Hilda Rusch (Demolida)                                       |                  | 26° 48′ 30″ S, 49° 09′ 56″ O                              | bem tombado pela SEPLAN                                             |            |
|        | Propriedade de Hildegard Hackbarth                                          |                  | 26° 46′ 46″ S, 49° 10′ 03″ O                              | bem tombado pela SEPLAN                                             |            |
|        | Propriedade de Hilário Klovatsky                                            |                  | 26° 43′ 31″ S, 49° 10′ 20″ O                              | bem tombado pela SEPLAN                                             |            |
|        | Propriedade de Horst Kickhoefel                                             |                  | 26° 41′ 49″ S, 49° 08′ 30″ O                              | bem tombado pela SEPLAN                                             |            |
|        | Propriedade de Humbert Goede                                                |                  |                                                           | bem tombado pela SEPLAN                                             |            |
|        | Propriedade de Humbert Jandre                                               |                  | 26° 42′ 07″ S, 49° 09′ 03″ O                              | bem tombado pela SEPLAN                                             |            |
|        | Propriedade de Ingo Gutz                                                    |                  |                                                           | bem tombado pela SEPLAN                                             |            |
|        | Propriedade de Ingo Lemke                                                   |                  | 26° 49′ 52″ S, 49° 09′ 56″ O                              | bem tombado pela SEPLAN                                             |            |
|        | Propriedade de Ingo Volkmann                                                |                  | 26° 47′ 28″ S, 49° 09′ 19″ O                              | bem tombado pela SEPLAN                                             |            |
|        | Propriedade de Ingomar Fischer                                              |                  |                                                           | bem tombado pela SEPLAN                                             |            |
|        | Propriedade de Ingomar Volkmann                                             |                  | 26° 43′ 02″ S, 49° 09′ 28″ O                              | bem tombado pela SEPLAN                                             |            |
|        | Propriedade de Inwald Just                                                  | 1920             |                                                           | bem tombado pela SEPLAN                                             |            |
|        | Propriedade de Inácio Hackbarth                                             |                  | 26° 40′ 01″ S, 49° 11′ 28″ O                              | bem tombado pela SEPLAN                                             |            |
|        | Propriedade de Irineu Hackbarth                                             |                  | 26° 40′ 16″ S, 49° 11′ 23″ O                              | bem tombado pela SEPLAN                                             |            |
|        | Propriedade de Iselore Wachholz                                             | 1955             | 26° 43′ 58″ S, 49° 10′ 31″ O                              | bem tombado pela SEPLAN                                             |            |
|        | Propriedade de João Kreitlow                                                |                  | 26° 43′ 58″ S, 49° 08′ 41″ O                              | bem tombado pela SEPLAN                                             |            |
|        | Propriedade de Killiam Krueger                                              |                  | 26° 40′ 25″ S, 49° 11′ 18″ O                              | bem tombado pela SEPLAN                                             |            |
|        | Propriedade de Leandro Reinke                                               | 1895             | 26° 42′ 45″ S, 49° 11′ 06″ O                              | bem tombado pela SEPLAN                                             |            |
|        | Propriedade de Lili e Victor Hornburg - Nelson Wachholz                     | 1924             | 26° 38′ 39″ S, 49° 11′ 21″ O                              | bem tombado pela SEPLAN                                             |            |
|        | Propriedade de Lily Kickhoefel - Simone Kickhoefel Horongoso                |                  | 26° 42′ 03″ S, 49° 10′ 20″ O                              | bem tombado pela SEPLAN                                             |            |
|        | Propriedade de Lindorf Lemke                                                |                  | 26° 49′ 01″ S, 49° 11′ 04″ O                              | bem tombado pela SEPLAN                                             |            |
|        | Propriedade de Lourival Krueger                                             |                  | 26° 44′ 13″ S, 49° 10′ 41″ O                              | bem tombado pela SEPLAN                                             |            |
|        | Propriedade de Lourival Sabin                                               |                  | 26° 48′ 37″ S, 49° 10′ 57″ O                              | bem tombado pela SEPLAN                                             |            |
|        | Propriedade de Luiz Krueger                                                 |                  | 26° 49′ 19″ S, 49° 09′ 39″ O                              | bem tombado pela SEPLAN                                             |            |
|        | Propriedade de Mario Perini                                                 |                  | 26° 43′ 23″ S, 49° 12′ 11″ O                              | bem tombado pela SEPLAN                                             |            |
|        | Propriedade de Martin Dahlke                                                |                  | 26° 46′ 45″ S, 49° 08′ 05″ O                              | bem tombado pela SEPLAN                                             |            |
|        | Propriedade de Martin Kleber - Silvana Kleber                               |                  | 26° 40′ 08″ S, 49° 09′ 05″ O                              | bem tombado pela SEPLAN                                             |            |
|        | Propriedade de Martin Rahn                                                  | 1890             | 26° 39′ 42″ S, 49° 11′ 33″ O                              | bem tombado pela SEPLAN                                             |            |
|        | Propriedade de Mauri Henckel                                                |                  | 26° 40′ 44″ S, 49° 08′ 32″ O                              | bem tombado pela SEPLAN                                             |            |
|        | Propriedade de Nelson Luedtke                                               |                  | 26° 40′ 16″ S, 49° 09′ 17″ O                              | bem tombado pela SEPLAN                                             |            |
|        | Propriedade de Nelson Ramlow                                                |                  | 26° 40′ 20″ S, 49° 09′ 14″ O                              | bem tombado pela SEPLAN                                             |            |
|        | Propriedade de Nelson Schrubbe                                              |                  |                                                           | bem tombado pela SEPLAN                                             |            |
|        | Propriedade de Nolde Eggert                                                 |                  | 26° 40′ 57″ S, 49° 08′ 43″ O                              | bem tombado pela SEPLAN                                             |            |
|        | Propriedade de Norma Volkmann                                               |                  | 26° 45′ 53″ S, 49° 10′ 10″ O                              | bem tombado pela SEPLAN                                             |            |
|        | Propriedade de Oscar Rahn                                                   |                  | 26° 39′ 20″ S, 49° 11′ 22″ O                              | bem tombado pela SEPLAN                                             |            |
|        | Propriedade de Osmar Rodrigues                                              |                  | 26° 43′ 34″ S, 49° 10′ 16″ O                              | bem tombado pela SEPLAN                                             |            |
|        | Propriedade de Raimundo Raduenz                                             |                  | 26° 42′ 50″ S, 49° 10′ 00″ O                              | bem tombado pela SEPLAN                                             |            |
|        | Propriedade de Ralf Klikv - Vera Volkmann                                   |                  | 26° 47′ 21″ S, 49° 09′ 46″ O                              | bem tombado pela SEPLAN                                             |            |
|        | Propriedade de Reinoldo Krueger                                             |                  | 26° 39′ 42″ S, 49° 08′ 27″ O                              | bem tombado pela SEPLAN                                             |            |
|        | Propriedade de Reinwald Tribess                                             |                  |                                                           | bem tombado pela SEPLAN                                             |            |
|        | Propriedade de Rene Butzke - Vali Maas                                      |                  | 26° 43′ 12″ S, 49° 09′ 20″ O                              | bem tombado pela SEPLAN                                             |            |
|        | Propriedade de Renita Raduenz                                               |                  | 26° 42′ 50″ S, 49° 10′ 04″ O                              | bem tombado pela SEPLAN                                             |            |
|        | Propriedade de Reno Maske                                                   |                  | 26° 45′ 02″ S, 49° 09′ 55″ O                              | bem tombado pela SEPLAN                                             |            |
|        | Propriedade de Roberto Frotscher                                            |                  | 26° 42′ 14″ S, 49° 10′ 38″ O                              | bem de interesse histórico e/ou cultural                            |            |
|        | Propriedade de Roberto Frotsher                                             |                  | 26° 44′ 26″ S, 49° 10′ 34″ O                              | bem tombado pela SEPLAN                                             |            |
|        | Propriedade de Roland Kannis                                                |                  |                                                           | bem tombado pela SEPLAN                                             |            |
|        | Propriedade de Roland Morsch                                                |                  |                                                           | bem tombado pela SEPLAN                                             |            |
|        | Propriedade de Roland Morsh                                                 |                  | 26° 48′ 04″ S, 49° 08′ 12″ O                              | bem tombado pela SEPLAN                                             |            |
|        | Propriedade de Romeu Trettin                                                |                  | 26° 40′ 08″ S, 49° 11′ 33″ O                              | bem de interesse histórico e/ou cultural                            |            |
|        | Propriedade de Rubens Peiker                                                |                  | 26° 40′ 24″ S, 49° 09′ 05″ O                              | bem tombado pela SEPLAN                                             |            |
|        | Propriedade de Rubes Glasenap                                               | 1936             | 26° 42′ 17″ S, 49° 09′ 20″ O                              | bem tombado pela SEPLAN                                             |            |
|        | Propriedade de Rudi Goede                                                   |                  |                                                           | bem tombado pela SEPLAN                                             |            |
|        | Propriedade de Rudi Jandre                                                  |                  |                                                           | bem tombado pela SEPLAN                                             |            |
|        | Propriedade de Rudolf Franz                                                 |                  |                                                           | bem tombado pela SEPLAN                                             |            |
|        | Propriedade de Rudolf Zilz                                                  |                  | 26° 42′ 43″ S, 49° 11′ 10″ O                              | bem tombado pela SEPLAN                                             |            |
|        | Propriedade de Rudolfo Spredemann                                           | 1884             | 26° 49′ 03″ S, 49° 09′ 52″ O                              | bem tombado pela SEPLAN                                             |            |
|        | Propriedade de Sido Wacholz                                                 |                  | 26° 42′ 08″ S, 49° 08′ 17″ O                              | bem tombado pela SEPLAN                                             |            |
|        | Propriedade de Sigfrid Rahn - Laurita Rahn e outros                         | 1934             | 26° 41′ 53″ S, 49° 08′ 30″ O                              | bem tombado pela SEPLAN                                             |            |
|        | Propriedade de Sigfried - Sigolf Gaedtke - Sigfrido Luedtk                  |                  |                                                           | bem tombado pela SEPLAN                                             |            |
|        | Propriedade de Sérgio Krueger                                               |                  | 26° 41′ 09″ S, 49° 10′ 40″ O                              | bem de interesse histórico e/ou cultural                            |            |
|        | Propriedade de Teobaldo Sprung                                              |                  | 26° 40′ 43″ S, 49° 08′ 48″ O                              | bem tombado pela SEPLAN                                             |            |
|        | Propriedade de Udo Boss                                                     |                  | 26° 43′ 08″ S, 49° 09′ 19″ O                              | bem tombado pela SEPLAN                                             |            |
|        | Propriedade de Valdir Cardoso                                               |                  | 26° 38′ 32″ S, 49° 11′ 31″ O                              | bem tombado pela SEPLAN                                             |            |
|        | Propriedade de Valmor Geisler                                               |                  |                                                           | bem tombado pela SEPLAN                                             |            |
|        | Propriedade de Valmor Nardelli                                              |                  | 26° 44′ 37″ S, 49° 13′ 08″ O                              | bem tombado pela SEPLAN                                             |            |
|        | Propriedade de Venceslau Doege                                              |                  | 26° 49′ 07″ S, 49° 08′ 34″ O                              | bem tombado pela SEPLAN                                             |            |
|        | Propriedade de Veriano Lohse                                                |                  |                                                           | bem tombado pela SEPLAN                                             |            |
|        | Propriedade de Veriano Lohse                                                |                  |                                                           | bem tombado pela SEPLAN                                             |            |
|        | Propriedade de Victor Schroeder - Carla Marina Drews Zilz                   |                  | 26° 49′ 14″ S, 49° 09′ 59″ O                              | bem tombado pela SEPLAN                                             |            |
|        | Propriedade de Victor Volkmann - Nelson Volkmann                            |                  | 26° 48′ 46″ S, 49° 09′ 44″ O                              | bem tombado pela SEPLAN                                             |            |
|        | Propriedade de Vilmar Weber                                                 |                  | 26° 45′ 06″ S, 49° 10′ 25″ O                              | bem tombado pela SEPLAN                                             |            |
|        | Propriedade de Vitor Gahlke - Wolfgang Gustmann                             |                  | 26° 48′ 43″ S, 49° 09′ 55″ O                              | bem tombado pela SEPLAN                                             |            |
|        | Propriedade de Volkmann                                                     |                  | 26° 39′ 56″ S, 49° 08′ 33″ O                              | bem tombado pela SEPLAN                                             |            |
|        | Propriedade de Waldemar Drews                                               |                  | 26° 43′ 00″ S, 49° 12′ 22″ O                              | bem tombado pela SEPLAN                                             |            |
|        | Propriedade de Walfrid Georg                                                |                  | 26° 47′ 24″ S, 49° 09′ 41″ O                              | bem tombado pela SEPLAN                                             |            |
|        | Propriedade de Walter Tribess                                               |                  |                                                           | bem tombado pela SEPLAN                                             |            |
|        | Propriedade de Wanda Selke                                                  |                  | 26° 40′ 42″ S, 49° 08′ 52″ O                              | bem tombado pela SEPLAN                                             |            |
|        | Propriedade de Wendelin Lach - Vendolino Lach                               |                  | 26° 44′ 37″ S, 49° 13′ 09″ O                              | bem tombado pela SEPLAN                                             |            |
|        | Propriedade de Wendelin Strutz                                              |                  | 26° 44′ 19″ S, 49° 10′ 35″ O                              | bem tombado pela SEPLAN                                             |            |
|        | Propriedade de Werner Borck                                                 |                  | 26° 43′ 20″ S, 49° 08′ 33″ O                              | bem tombado pela SEPLAN                                             |            |
|        | Propriedade de Wilbert Lach                                                 |                  | 26° 42′ 59″ S, 49° 11′ 04″ O                              | bem tombado pela SEPLAN                                             |            |
|        | Propriedade de Wilfrid Just                                                 |                  | 26° 42′ 16″ S, 49° 09′ 49″ O                              | bem tombado pela SEPLAN                                             |            |
|        | Propriedade de Wilhelm Mueller                                              |                  | 26° 48′ 37″ S, 49° 10′ 58″ O                              | bem tombado pela SEPLAN                                             |            |
|        | Propriedade de Wilhem Rahn                                                  |                  | 26° 39′ 48″ S, 49° 11′ 32″ O                              | bem tombado pela SEPLAN                                             |            |
|        | Propriedade de Willand Raduenz                                              |                  |                                                           | bem tombado pela SEPLAN                                             |            |
|        | Propriedade de Willz Kressin - Arnaldo Kressin                              |                  | 26° 40′ 46″ S, 49° 11′ 10″ O                              | bem tombado pela SEPLAN                                             |            |
|        | Propriedade de Wolfgang Wachholz – Felipe W.                                |                  | 26° 39′ 53″ S, 49° 11′ 18″ O                              | bem tombado pela SEPLAN                                             |            |
|        | Propriedade de Érica Reinke                                                 |                  |                                                           | bem tombado pela SEPLAN                                             |            |
|        | Prédio '3 Andares'                                                          |                  | 26° 43′ 52″ S, 49° 10′ 36″ O                              | bem tombado pela SEPLAN                                             |            |
|        | Reconstrução Casa Blank                                                     |                  | 26° 49′ 08″ S, 49° 09′ 50″ O                              | bem tombado pela SEPLAN                                             |            |
|        | Residência Heinrich Passold                                                 |                  | 26° 44′ 20″ S, 49° 10′ 35″ O                              | bem tombado pela SEPLAN                                             |            |
|        | Residência Hornburg - Joyce Bianca Hornburg                                 |                  | 26° 42′ 27″ S, 49° 09′ 14″ O                              | bem tombado pela SEPLAN                                             |            |
|        | Residência Kamchen                                                          |                  | 26° 43′ 03″ S, 49° 12′ 21″ O                              | bem tombado pela SEPLAN                                             |            |
|        | Residência Oerding                                                          |                  | 26° 41′ 38″ S, 49° 10′ 31″ O                              | bem tombado pela SEPLAN                                             |            |
|        | Residência Osni Schlemmper                                                  |                  | 26° 41′ 39″ S, 49° 10′ 26″ O                              | bem tombado pela SEPLAN                                             |            |
|        | Residência Passold                                                          |                  | 26° 41′ 51″ S, 49° 10′ 33″ O                              | bem tombado pela SEPLAN                                             |            |
|        | Residência Ramthun                                                          |                  | 26° 45′ 54″ S, 49° 08′ 58″ O                              | bem tombado pela SEPLAN                                             |            |
|        | Residência Schmidt                                                          |                  | 26° 43′ 54″ S, 49° 10′ 36″ O                              | bem tombado pela SEPLAN                                             |            |
|        | Residência Tecla Ramthun - Amos Spranger                                    |                  | 26° 42′ 58″ S, 49° 12′ 24″ O                              | bem tombado pela SEPLAN                                             |            |
|        | Residência Teichmann                                                        |                  | 26° 44′ 11″ S, 49° 10′ 27″ O                              | bem tombado pela SEPLAN                                             |            |
|        | Residência Tribess (Demolida)                                               |                  |                                                           | bem tombado pela SEPLAN                                             |            |
|        | Residência Wehrmeister                                                      |                  | 26° 44′ 49″ S, 49° 10′ 27″ O                              | bem tombado pela SEPLAN                                             |            |
|        | Residência de Alfonso Behling                                               |                  | 26° 46′ 30″ S, 49° 09′ 50″ O                              | bem tombado pela SEPLAN                                             |            |
|        | Residência de Bernardo Gnewuch                                              |                  | 26° 46′ 13″ S, 49° 09′ 02″ O                              | bem tombado pela SEPLAN                                             |            |
|        | Residência de Bruno Klemann                                                 |                  | 26° 43′ 38″ S, 49° 10′ 15″ O                              | bem tombado pela SEPLAN                                             |            |
|        | Residência de Brüder Wacholz                                                |                  | 26° 40′ 33″ S, 49° 11′ 15″ O                              | bem tombado pela SEPLAN                                             |            |
|        | Residência de Casemira Dorn                                                 |                  | 26° 43′ 08″ S, 49° 09′ 14″ O                              | bem tombado pela SEPLAN                                             |            |
|        | Residência de Curt Weege                                                    |                  | 26° 44′ 14″ S, 49° 10′ 32″ O                              | bem tombado pela SEPLAN                                             |            |
|        | Residência de Elmo Harmel (Demolida)                                        |                  | 26° 43′ 16″ S, 49° 08′ 58″ O                              | bem tombado pela SEPLAN                                             |            |
|        | Residência de Franz - Valmiro Hardt                                         |                  |                                                           | bem tombado pela SEPLAN                                             |            |
|        | Residência de Harry Koglin                                                  |                  | 26° 37′ 43″ S, 49° 11′ 27″ O                              | bem tombado pela SEPLAN                                             |            |
|        | Residência de Hermann Weege                                                 | 1937             | 26° 45′ 45″ S, 49° 10′ 28″ O                              | bem tombado pela SEPLAN                                             |            |
|        | Residência de Lindolf Kamchen                                               |                  | 26° 47′ 09″ S, 49° 10′ 03″ O                              | bem tombado pela SEPLAN                                             |            |
|        | Residência de Mônica Weege                                                  |                  | 26° 44′ 33″ S, 49° 10′ 30″ O                              | bem tombado pela SEPLAN                                             |            |
|        | Residência de Roland Ehlert                                                 |                  | 26° 45′ 42″ S, 49° 10′ 12″ O                              | bem tombado pela SEPLAN                                             |            |
|        | Residência de Álvaro Pajenkampf                                             |                  | 26° 40′ 36″ S, 49° 10′ 27″ O                              | bem tombado pela SEPLAN                                             |            |
|        | Restaurante Pomerode                                                        |                  | 26° 44′ 13″ S, 49° 10′ 28″ O                              | bem tombado pela FCC                                                |            |
|        | Restaurante Schroeder                                                       | 1940             | 26° 44′ 18″ S, 49° 10′ 36″ O                              | bem tombado pela SEPLAN                                             |            |
|        | Restaurante Wunderwald e Casa Pousada                                       |                  | 26° 46′ 31″ S, 49° 10′ 06″ O                              | bem tombado pela SEPLAN                                             |            |
|        | Ronald Maass                                                                |                  | 26° 42′ 20″ S, 49° 11′ 11″ O                              | bem tombado pela SEPLAN                                             |            |
|        | Roseli Selke Heidorn                                                        |                  | 26° 45′ 24″ S, 49° 10′ 19″ O                              | bem tombado pela SEPLAN                                             |            |
|        | S. E. Ipiranga                                                              |                  | 26° 43′ 45″ S, 49° 10′ 16″ O                              | bem tombado pela SEPLAN                                             |            |
|        | Salão Belz                                                                  |                  | 26° 41′ 18″ S, 49° 10′ 30″ O                              | bem tombado pela FCC                                                |            |
|        | Salão Flohr                                                                 |                  | 26° 38′ 34″ S, 49° 08′ 26″ O                              | bem tombado pela SEPLAN                                             |            |
|        | Sobrado Blank                                                               | década de 1930   | 26° 42′ 06″ S, 49° 10′ 35″ O                              | bem tombado pela SEPLAN                                             |            |
|        | Sobrado Blosfeld                                                            |                  | 26° 43′ 57″ S, 49° 10′ 28″ O                              | bem tombado pela SEPLAN                                             |            |
|        | Sobrado Buerger-Buetgen                                                     |                  | 26° 44′ 21″ S, 49° 10′ 35″ O                              | bem tombado pela SEPLAN                                             |            |
|        | Sobrado Campestrini                                                         |                  | 26° 45′ 15″ S, 49° 10′ 24″ O                              | bem tombado pela SEPLAN                                             |            |
|        | Sobrado Coml. Sievert                                                       | 1948             | 26° 44′ 27″ S, 49° 10′ 33″ O                              | bem tombado pela SEPLAN                                             |            |
|        | Sobrado Glatz                                                               |                  | 26° 47′ 49″ S, 49° 09′ 56″ O                              | bem tombado pela SEPLAN                                             |            |
|        | Sobrado Greuel                                                              |                  | 26° 43′ 44″ S, 49° 10′ 32″ O                              | bem tombado pela SEPLAN                                             |            |
|        | Sobrado Hoge                                                                | 1945             | 26° 44′ 26″ S, 49° 10′ 33″ O                              | bem tombado pela SEPLAN                                             |            |
|        | Sobrado Jacobsen                                                            | década de 1920   | 26° 42′ 14″ S, 49° 10′ 34″ O                              | bem tombado pela SEPLAN                                             |            |
|        | Sobrado Konell                                                              |                  | 26° 44′ 01″ S, 49° 10′ 38″ O                              | bem tombado pela SEPLAN                                             |            |
|        | Sobrado Schwanke – Família Karsten                                          |                  | 26° 44′ 26″ S, 49° 10′ 35″ O                              | bem tombado pela SEPLAN                                             |            |
|        | Sobrado Siebert                                                             |                  | 26° 44′ 18″ S, 49° 10′ 35″ O                              | bem tombado pela SEPLAN                                             |            |
|        | Sobrado da Coletoria                                                        |                  | 26° 44′ 13″ S, 49° 10′ 38″ O                              | bem tombado pela SEPLAN                                             |            |
|        | Sítio Elcio Wacholz                                                         |                  |                                                           | bem tombado pela SEPLAN                                             |            |
|        | Sítio Osni Rifel                                                            |                  |                                                           | bem tombado pela SEPLAN                                             |            |
|        | Sítio Tribess                                                               |                  | 26° 43′ 02″ S, 49° 08′ 11″ O                              | bem tombado pelo IPHAN bem tombado pela SEPLAN                      |            |
|        | Werner Prochnow (Demolida)                                                  |                  | 26° 42′ 47″ S, 49° 09′ 55″ O                              | bem tombado pela SEPLAN                                             |            |

∑ 344 items.